# Cerodontha jacutica
Cerodontha jacutica är en tvåvingeart som beskrevs av Zlobin 1979. Cerodontha jacutica ingår i släktet Cerodontha och familjen minerarflugor. Inga underarter finns listade i Catalogue of Life.